# Превеза
Вижте пояснителната страница за други значения на Превеза.
Прѐвеза (на гръцки: Πρέβεζα) е град в Северозападна Гърция, център на дем Превеза в административна област Епир. Населението му е 16 321 души (1991).
Превеза се намира на шийката/устието на амбракийския залив. От другата срещуположна страна на залива, в най-тясната му част, е древния град Акциум, днес Западна Акарнания, Етолоакарнания и Западна Гърция. Руините на античния град Никополис лежат на 7 км северно от града.
Между Превеза и отсрещния бряг на Акарнания при Акциум е изграден подводен тунел Акциум-Превеза, който функционира от 2002 г.

## География
Превеза има стратегическо местоположение. Наблизо са руините на античния Никополис и стените от крепостта на Акциум. Превеза е известна със своите пясъчни плажове, които се намират на север по йонийското крайбрежие – до устието на Ахерон при Амудия. От северната страна на амбракийския залив, в близост до Превеза, има много лагуни. Наблизо са и устията на Лурос и Арахтос. Южно от Превеза се намира Воница, сладководното езеро Вулкария и остров Лефкада. Северно от града са руините на Касиопе и височините на Залого.

## История
Легендата предава, че Превеза е основана през 11 век като рибарско селище на моряци от остров Бурано на Венеция.
Първият писмен източник в който е спомената Превеза е Морейската хроника. Историческото събитие по повод на което фигурира селището в хрониката е от 1292 г. В периода от 15 век, до началото на 18 век, Превеза е спорно владение в хода на многобройните венецианско-турски войни, най-вече заради стратегическото си местоположение. Османската империя слага ръка върху мястото от 1449 г. В морска битка при Превеза на 28 септември 1538 г. османският флот под командването на Хайредин Барбароса печели най-славната си победа в историята, разбивайки обединената флота на Свещената лига под командването на адмирал Андреа Дория и под егидата на папа Павел III. Днес 28 септември се отбелязва като ден на ВМС на Турция в чест на победата на Барбароса край Превеза.
По силата на специална клауза на договора от Пожаревац, Превеза и Воница са върнати от Венецианската република на Османската империя. През 1684 г. венецианците овладяват двете крепости. В 1701 г. крепостта Бойка и на 1 km северно от нея издигнато калето „Свети Андрей“. От 1717 г. до края на съществуването си, Светейшата република на Свети Марко владее Превеза (с Воница), т.е. осъществява контрола върху амбракийския залив. През 18 век Превеза преживява своя златен век, като населението ѝ достига 10–12 хил. жители, заради презморската търговия оттук със Западна Европа.
През 1798 г., с края на Венецианската държавност, започва борба между Наполеон Бонапарт и Али паша Янински за контрола върху Превеза и Воница. На 13 октомври 1798 г. Превеза е превзета от армията на Али паша. Това събитие е преекспонирано в новогръцката история и е известно като „унищожаването на Превеза“ (Χαλασμός της Πρέβεζας). На 14 октомври Али паша отправя призив за всеобща амнистия с призив избягалите в отсрещните Акарнански планини да се върнат, но въпреки това 170 жители са публично екзекутирани заради подкрепата им за френската революционна армия на Йонийските острови. Следва руска подкрепа по море, и на островите възниква протектората Република на седемте острова.
От 1798 г. до 21 октомври 1912 г., т.е. до Балканската война, Превеза с целия Епир е под османска власт. Гръцкото владение и власт над Превеза е ключово за отворения в началото на 20 век – епирски въпрос.
По време на ВСВ, през септември 1944 г., за Превеза се води едно от най-кръвопролитните сражения в хода на гражданската война в Гърция между силите на ЕДЕС и ЕЛАС. Битката за Превеза продължава 16 дни.

## Побратимени градове
|  | Държава        | Град         |
|  | -------------- | ------------ |
|  | Испания        | Алтеа        |
|  | Германия       | Бад Кьоцтинг |
|  | Италия         | Беладжо      |
|  | Франция        | Гранвил      |
|  | Дания          | Холстебро    |
|  | Белгия         | Уфализ       |
|  | Холандия       | Меерсен      |
|  | Люксембург     | Нидеранвен   |
|  | Ирландия       | Бъндоран     |
|  | Португалия     | Сезимбра     |
|  | Великобритания | Шерборн      |
|  | Финландия      | Каркила      |
|  | Швеция         | Оксельосунд  |
|  | Австрия        | Юденбург     |
|  | Полша          | Хойна        |
|  | Унгария        | Кьосег       |
|  | Чехия          | Сушице       |
|  | Естония        | Тюри         |
|  | Словакия       | Зволен       |
|  | Литва          | Пренай       |
|  | Малта          | Марсаскала   |
|  | Румъния        | Сирет (град) |
|  | България       | Трявна       |
|  | Словения       | Шкофя Лока   |
|  | Хърватия       | Ровин        |